# Tàu đổ bộ tấn công

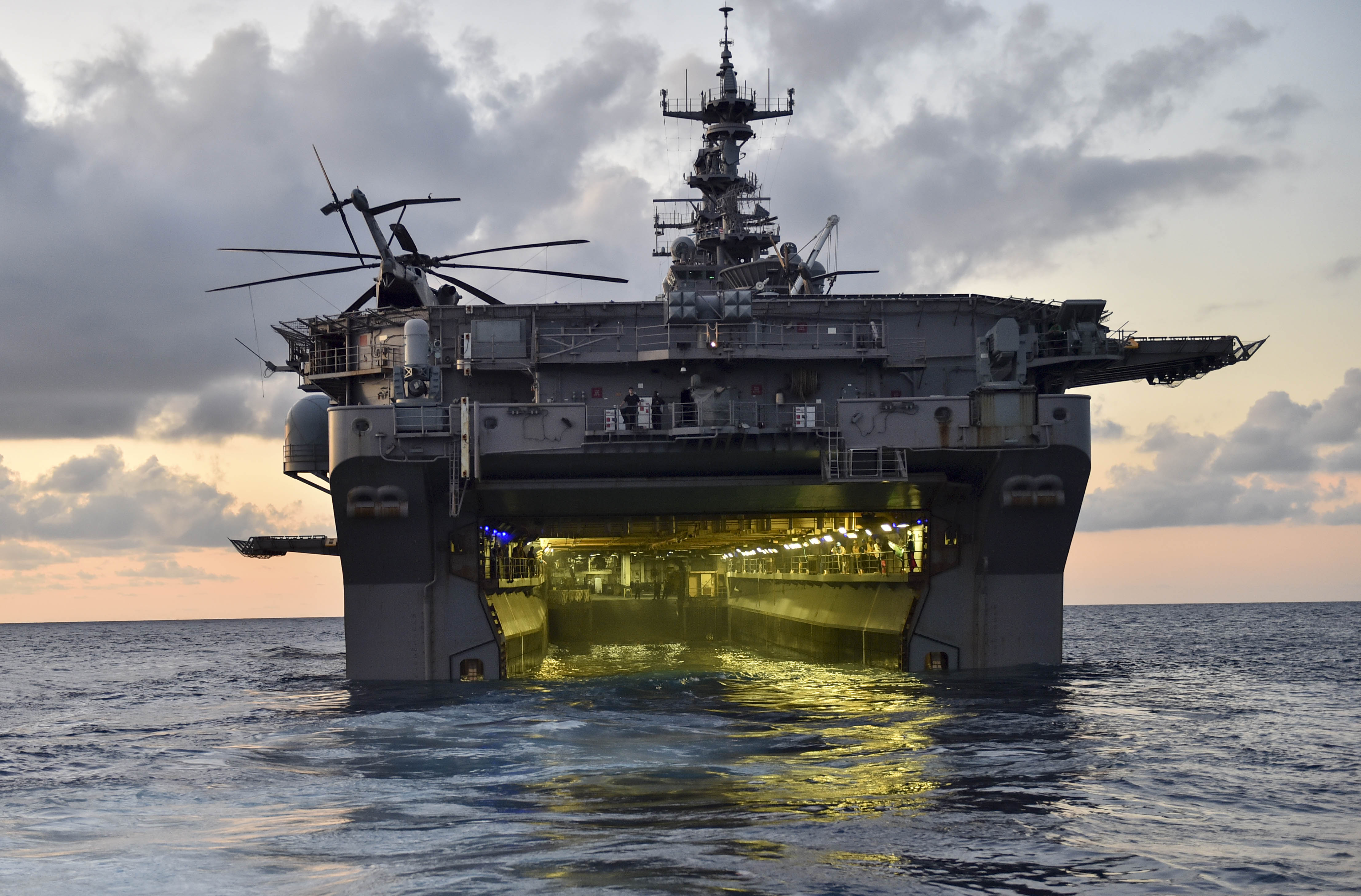
Khoang chứa của nhìn từ tàu đổ bộ được nó triển khai

Tàu đổ bộ tấn công là một loại tàu đổ bộ được sử dụng để đổ bộ và hỗ trợ lực lượng mặt đất trên lãnh thổ đối phương trong một cuộc đổ bộ tấn công. Thiết kế của loại tàu này được phát triển từ các tàu sân bay được chuyển đổi để dùng làm tàu sân bay trực thăng (do đó chúng thường bị nhầm với các tàu sân bay vận hành máy bay cánh cố định thông thường). Các thiết kế hiện đại hỗ trợ chúng mang tàu đổ bộ cỡ nhỏ với hầu hết các thiết kế đều bao gồm sàn giếng. Đối với bãi đáp, một số tàu đổ bộ tấn công cũng hỗ trợ vận hành máy bay cánh cố định V/STOL, hiện có vai trò thứ yếu như tàu sân bay.
Vai trò của tàu đổ bộ tấn công về cơ bản khác với vai trò của tàu sân bay tiêu chuẩn: các cơ sở hàng không của nó có vai trò chính là tiếp nhận trực thăng để hỗ trợ lực lượng trên bờ thay vì hỗ trợ máy bay tấn công. Tuy nhiên, một số tàu có khả năng phục vụ trong vai trò kiểm soát biển, vận hành các máy bay như Harrier hoặc biến thể F-35B của máy bay chiến đấu F-35 Lightning II để tuần tra trên không và trực thăng cho chiến tranh chống tàu ngầm hoặc hoạt động như một căn cứ an toàn cho số lượng lớn máy bay chiến đấu STOVL tiến hành hỗ trợ trên không đối với các đơn vị viễn chinh trên bờ. Hầu hết các tàu này cũng có thể chở hoặc hỗ trợ các tàu đổ bộ cỡ nhỏ, chẳng hạn như tàu đổ bộ đệm khí (ca nô đệm khí) hay LCU.
Hạm đội lớn nhất thuộc loại tàu này do Hải quân Hoa Kỳ vận hành, bao gồm các tàu lớp Wasp từ năm 1989 và các tàu lớp America được đưa vào sử dụng từ năm 2014. Giống như một tàu sân bay dẫn đầu một nhóm tác chiến tàu sân bay trong Hải quân Hoa Kỳ, một tàu đổ bộ tấn công dẫn đầu một nhóm tác chiến viễn chinh. Các tàu đổ bộ tấn công cũng được vận hành bởi Hải quân Hoàng gia Úc, Hải quân Brazil, Hải quân Quân Giải phóng Nhân dân Trung Quốc, Hải quân Ai Cập, Hải quân Pháp, Hải quân Ý, Hải quân Hàn Quốc, Hải quân Thổ Nhĩ Kỳ và Hải quân Tây Ban Nha.
Thuật ngữ tàu đổ bộ tấn công thường được sử dụng thay thế cho các phân loại tàu khác. Nó được áp dụng cho tất cả các tàu đổ bộ boong lớn như landing platform helicopter (LPH), landing helicopter assault (LHA) và landing helicopter dock (LHD).